# Whytockia
Whytockia es un género con 7 especies de plantas herbáceas perteneciente a la familia Gesneriaceae. Es originario del sur de Asia.

## Descripción
Son plantas herbáceas perennes monocárpicas. Con el tallo decumbente o rastrero, el enraizamiento por los nodos, el tallo floral ascendente o erecto, rara vez ramificado. Las hojas son delgadas y membranosas, pubescentes, con glándulas dispersas, sésiles en el envés, con un peciolo corto, ovadas, márgenes muy desiguales en la base, ápice agudo, aserrados. Las inflorescencias en cimas, en las axilas de las hojas grandes. Sépalos connados en la base. Corola blanca o rosada a  violeta -púrpura, tubular infundibuliforme, bilabiado, lóbulos redondeados. El fruto es una cápsula sub globosa con dos valvas. El número de cromosomas : 2n = 18.

## Distribución y hábitat
Se distribuyen  por el sur de China (Sichuan, Guangxi, Hunan, Hubei, Guizhou, Yunnan), y Taiwán. se encuentra en la sombra y las zonas húmedas de los valles , a la sombra en las orillas de arroyos y rocas, a un altura de 500-2200 metros. 

## Taxonomía
El género fue descrito por William Wright Smith y publicado en Transactions and Proceedings of the Botanical Society of Edinburgh 27: 338. 1919.
Etimología
El género fue nombrado en honor de James Whytock, un distinguido silvicultor y horticultor escocés  y  presidente de la Royal Society de Edimburgo. 

## Especies
- Whytockia bijieensis
- Whytockia chiritaeflora
- Whytockia gongshanensis
- Whytockia hekouensis
- Whytockia purpurascens
- Whytockia sasakii
- Whytockia tsiangiana